# Richard Kidder

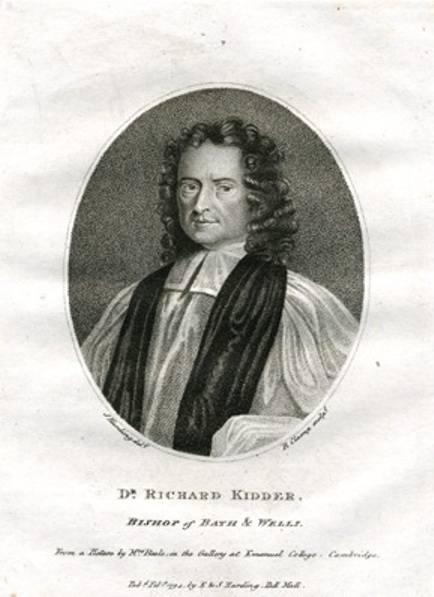
Richard Kidder, zeitgenössischer Stich

Richard Kidder (getauft 8. Februar 1633 in East Grinstead, Sussex; † 26. November 1703 in Wells) war ein britischer Theologe der Kirche von England und Bischof von Bath und Wells.

## Leben
Kidder war das achte von neun Kindern eines Sattlers und studierte ab 1649 als Stipendiat (Sizar) am Emmanuel College der University of Cambridge mit dem Bachelor-Abschluss 1652/53 und dem Magister Artium 1656. Im Jahr 1655 wurde er Fellow seines College. 1659 bis zu seiner Entlassung wegen Abweichung von der vorgegebenen Lehre 1662 war er Pfarrer (Rektor) von Stanground in Huntingdonshire und, nachdem er den Konformitäts-Eid geleistet hatte, 1664 bis 1674 von Reyn Parva in Essex. 1674 wurde er Preacher at the Rolls und er war 1674 bis 1691 Rektor von St. Martin Outwich in London (vergeben von der Kaufmannsgilde, Merchant Taylor´s Company). Außerdem hatte er 1681 bis 1691 eine Pfründe in Norwich und er war 1689 bis 1691 Dean der Kathedrale von Peterborough und im selben Zeitraum königlicher Kaplan von Queen Mary und  Wilhelm von Oranien. 1691 bis zu seinem Tod war er Bischof von Bath und Wells.  Er starb im Bischofspalast in Wells in Somerset beim Großen Sturm vom November 1703, als der Schornstein auf sein Bett fiel.
Bekannt ist er als Autor theologischer Schriften, insbesondere A Demonstration of the Messias, das Einfluss auf den Librettisten von Händels Messias Charles Jennens hatte und in dem er auch die kritische Bibelauslegung von Joseph Mede aufgriff, dass das Buch Sacharja mehrere Autoren habe. 1694 erschien sein Kommentar zu den fünf Büchern Mose.
1690 wurde er D. D. (Doctor Divinitatis).
Teile seiner Autobiographie erschienen 1829.

## Schriften
- The Christian sufferer supported (1680)
- A Demonstration of the Messias. In which the Truth of the Christian Religion is Proved, Against All the Enemies Thereof; But Especially Against the Jews. In Three Parts (1684, 1699, 1700)
- A sermon upon the resurrection (1694)
- A Commentary on the Five Books of Moses: With a Dissertation Concerning the Author Or Writer of the said books and a general argument to each of them 1694 (archive.org).
- The life of the Reverend Anthony Horneck, late preacher at the Savoy. 1698 (books.google.com.mx).
- The holy Bible, containing the Old and New Testaments 1715 (books.google.com.mx).
- A Discourse Concerning Sins of Infirmity, and Wilful Sins, with Another of Restitution. (Neudruck, 2010).